# Івакнур
Івакну́р (рос. Ивакнур, марій. Ивакнур) — присілок у складі Новотор'яльського району Марій Ел, Росія. Входить до складу Пектубаєвського сільського поселення.

## Населення
Населення — 7 осіб (2010; 11 у 2002).
Національний склад (станом на 2002 рік):
- марійці — 82 %